# Perxylobates obesus
Perxylobates obesus är en kvalsterart som beskrevs av Bayoumi 1977. Perxylobates obesus ingår i släktet Perxylobates och familjen Protoribatidae. Inga underarter finns listade i Catalogue of Life.